# Маникаленд
Маникаленд е една от областите на Зимбабве. Разположена е в източната част на страната и граничи с Мозамбик. Площта на областта е 36 459 км², a населението, по оценка от август 2017 г.) – 1 861 755 души. Столицата на Маникаленд е град Мутаре.

## Произход на името
Името на областта произлиза от племето маника, което завзело земите на областта в неотдавнашната история. Племето маника е произлязло от племето шона и има свой собствен език – маника.

## Райони
Районите на Маникаленд са: Бухера, Чиманимани, Чипинга, Макони, Мутаре, Мутаса и Нянга.